# Castelo Eldorado

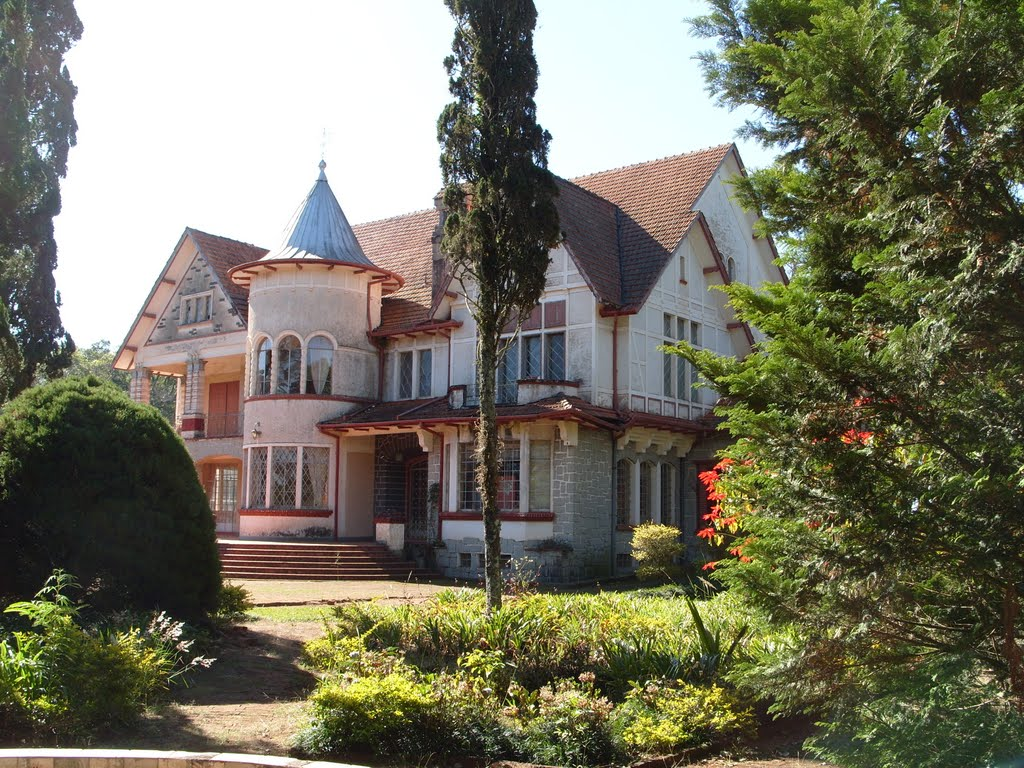
Castelo de Eldorado visto do jardim de inverno

Castelo Eldorado é uma edificação histórica da cidade de Marilândia do Sul, interior do estado brasileiro do Paraná.

## História
Construído pelo descendente de alemão João Henrique Stalhk no período da Segunda Guerra Mundial (entre 1942 e 1947) em um lugar, que na década de 1940 era quase inacessível, pois ficava em uma grande mata nativa e dentro da fazenda da família Stalhk: a Fazenda República do Eldorado. A fazenda tinha como principal recursos econômicos, a extração de madeira.
Em face a sua localidade (quase que escondida), por seus proprietários serem descendentes de alemães e a construção possuir luxos europeus, além de ocorrer num período de guerra e pós-guerra, especulou-se, por longos anos, que o local se destinaria a receber importantes nazistas em fuga da Alemanha.
A construção ficou sob responsabilidade do alemão (naturalizado brasileiro, por isso o seu nome ser João) João Plath.
Os salões do castelo chegou a receber visitas ilustres do cenário paranaense, como o interventor Manuel Ribas e o governador Ney Amintas de Barros Braga.
Com o declínio econômico da Fazenda República do Eldorado (que foi considerada uma das maiores do mundo, tendo uma moeda própria, o Boró, que era aceito em toda a região), o imóvel perdeu o glamour de suas primeiras décadas, porém, sua importância arquitetônica e cultural foram mantidos pela família Stalhk e atualmente a edificação é considerada um patrimônio histórico da cidade e um dos bens culturais do resgata da história da imigração alemã para o Brasil.
Existe um processo em tramitação para o tombamento do castelo junto ao Ministério da Cultura e ao Instituto do Patrimônio Histórico e Artístico Nacional.

## Arquitetura
Inspirado no castelo-medieval (ou normando) alemão de Castelo de Wartburg, o edifício possui 2142 m² de construção, com quatro pavimentos e paredes de 70 cm de espessura, contendo torres, telhados sobrepostos, sacadas, jardim suspenso, vidros franceses, lustres tchecos e seus aposentos e salões são decorados em estilo neoclássico.

## Lendas, locações e livro
O Castelo Eldorado é cercado de várias lendas desde a sua construção, como a de ser um refúgio de nazistas e também a de ser um local contendo assombrações.
Entre as décadas de 1990 e 2000 o imóvel foi substituído como residência e por isso passou a ficar desocupado e é neste período que outra lenda surgiu: de possuir seres sobrenaturais, como fantasmas e assombrações. Com esta nova polêmica, o local virou locações de produções cinematográficas e televisiva, bem como, um episódio do programa Fantástico da Rede Globo de Televisão, no quadro Phantasmagoria, sobre locais assombrados e com a apresentação de Tadeu Schmidt.
Em 2007, foi a principal locação de um filme, com produção local, intitulado “A Lenda do Castelo Eldorado”.
Em 2013, foi novamente cenário de um filme, agora para a televisão, denominado de "O castelo", produzido pelo canal RPC TV e exibido com quadro "Casos e Causos" do programa Revista RPC.
A abundância de situações e assuntos que giram em torno do castelo transformaram o local em tema principal do livro “A República do Castelo Eldorado”, escrito pelo poeta e escritor Thiago Zardo e que resume a importância do palácio na vida social e econômica do município, do Paraná e no resgate da história da imigração alemã ao sul do Brasil.